# Kombinat Automatisierungsanlagenbau

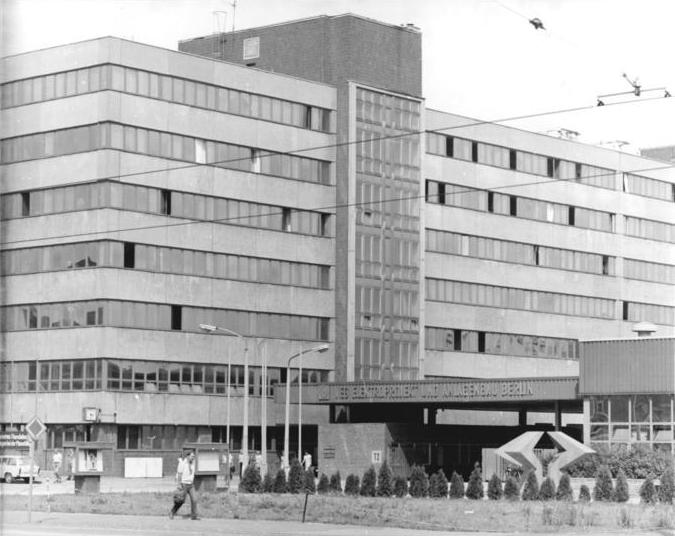
Gebäude des Stammbetriebs VEB Elektroprojekt und Anlagenbau.

Der VEB Kombinat Automatisierungsanlagenbau Berlin (KAAB) wurde 1979 gegründet und war ein Kombinat auf dem Gebiet der Automatisierungstechnik in der Deutschen Demokratischen Republik.
Das Kombinat unterstand dem Ministerium für Elektrotechnik und Elektronik. Weitere zentralgeleitete Kombinate der Elektro- und Informationstechnik können in der Liste von Kombinaten der DDR eingesehen werden.
Mit Wirkung zum 31. Dezember 1984 wurde der VEB Kombinat Elektroenergieanlagenbau aufgelöst und mehrere Betriebe wurden dem Kombinat Automatisierungsanlagenbau angegliedert.
Zu den Produkten zählten unter anderem Automatisierungsanlagen, Betriebsmesstechnik und Maschinensteuerungen sowie Eisenbahnsicherungstechnik und Verkehrssteuerungen.

## Zugehörige Betriebe
Zum Kombinat gehörten 1990 die folgenden Betriebe:
- VEB Elektroprojekt und Anlagenbau Berlin (ELPRO, Stammbetrieb; Entwicklung von Maschinensteuerungen)
- VEB Automatisierungsanlagen Cottbus (Projektierung und Herstellung von Automatisierungsanlagen, z. B. für den Braunkohletagebau, Kraftwerke usw.)
- VEB Elektro-Consult Berlin
- VEB Elektro-Anlagenbau Ostsachsen
- VEB Elektroanlagenbau Zwickau
- VEB Elektroschaltgeräte Eisenach (Schaltgeräte)
- VEB Geräte- und Reglerwerk Leipzig (Automatisierungsanlagen)
- VEB Geräte- und Reglerwerk Teltow (Automatisierungsanlagen)
- VEB Ingenieurbetrieb für Rationalisierung Berlin
- VEB Institut „Prüffeld für elektrische Hochleistungstechnik“ Berlin
- VEB Microprint Berlin (Leiterplatten)
- VEB Schaltgerätewerk Bad Muskau (Schaltgeräte)
- VEB Starkstromanlagenbau Magdeburg
- VEB Starkstromanlagenbau „Otto Buchwitz“ Dresden (Hoch- und Mittelspannungsanlagen)
- VEB Transformatoren- und Röntgenwerk „Hermann Matern“ Dresden (Röntgen- und Medizintechnik)
- VEB Transformatorenwerk „Karl Liebknecht“ Berlin (Transformatoren)
- VEB Transformatorenwerk Reichenbach (Transformatoren)
- VEB Werk für Signal und Sicherungstechnik Berlin (WSSB; Zugbeeinflussungsanlagen, Signal- und Sicherungsanlagen)